# Katariinasteeg
De Katariinasteeg (Ests:Katariina käik) is een middeleeuwse straat in de oude binnenstad van de Estse hoofdstad Tallinn. De straat is vernoemd naar het nabijgelegen Dominicaanse Katariinaklooster die langs de straat loopt. De huizen aan de straat zijn van de 15e, 16e en 17e eeuw.

## Referentie
1. ↑  https://www.visitestonia.com/en/catherines-alley. Gearchiveerd op 17 januari 2018.